# Boronia verticillata
Boronia verticillata är en vinruteväxtart som beskrevs av Louis Antoine François Baillon och André Guillaumin. Boronia verticillata ingår i släktet Boronia och familjen vinruteväxter. Inga underarter finns listade i Catalogue of Life.